# Confederazione dei Datori di Lavoro Britannici
La Confederazione dei Datori di Lavoro Britannici (in inglese British Employers' Confederation; abbr. BEC), precedentemente la Confederazione Nazionale delle Organizzazioni dei Datori di Lavoro (in inglese National Confederation of Employers' Organisations; abbr. NCEO), è stata un'organizzazione che rappresentava gli interessi dei datori di lavoro e delle imprese in varie questioni relative all'industria, alle relazioni industriali, alle politiche del lavoro e ad altre questioni connesse.
Ha avuto origine dal Consiglio Consultivo dei Datori di Lavoro istituito nel 1917 per considerare la questione delle relazioni industriali e del lavoro. La Federazione delle Industrie Britanniche era originariamente un membro del consiglio, ma si concentrava su tutte le questioni tranne quelle delle relazioni industriali e lasciò il consiglio nel 1919. Il consiglio fu rinominato in "Confederazione Nazionale delle Organizzazioni dei Datori di Lavoro" nel marzo 1919 e divenne la "Confederazione dei Datori di Lavoro Britannici" nel 1939. Una differenza costituzionale importante tra la BEC e la FBI era che solo le organizzazioni dei datori di lavoro potevano aderire alla BEC invece di singole imprese e aziende.

## Storia
La BEC ha avuto origine nel 1917 come "Consiglio Consultivo dei Datori di Lavoro", istituito per affrontare questioni legate alle relazioni industriali e al lavoro durante il periodo turbolento della Prima Guerra Mondiale. Inizialmente, la Federazione delle Industrie Britanniche (FBI) era un membro di questo consiglio, ma nel 1919 si concentrò su altre questioni e lasciò il consiglio. Nel marzo 1919, il consiglio fu rinominato "Confederazione Nazionale delle Organizzazioni dei Datori di Lavoro". Nel giugno 1922, la NCEO si trasferì in nuovi uffici presso Millbank a Londra.
Nel corso degli anni, la NCEO ha continuato a crescere e ad ampliare la sua portata. Si è concentrata sulla rappresentanza degli interessi dei datori di lavoro e delle imprese in una serie di questioni economiche, industriali e lavorative. Ha sostenuto politiche che fossero favorevoli alle imprese e ha fornito una piattaforma per i datori di lavoro per collaborare e negoziare con il governo e le parti interessate.
Nel 1939, la Confederazione Nazionale delle Organizzazioni dei Datori di Lavoro cambiò nome diventando la Confederazione dei Datori di Lavoro Britannici. Questo cambio di nome rifletteva l'evoluzione dell'organizzazione e il suo ruolo sempre più rilevante nella rappresentanza dei datori di lavoro britannici.
Nel 1965, la BEC si fuse con la Federazione delle Industrie Britanniche (FBI) e l'Associazione Nazionale dei Produttori Britannici per formare la Confederazione dell'Industria Britannica (CBI). Questa fusione ha portato alla creazione di un'organizzazione più ampia e unificata per rappresentare le imprese e l'industria britannica a livello nazionale e internazionale.
La Confederazione dei Datori di Lavoro Britannici ha svolto un ruolo importante nel quadro delle relazioni industriali e dell'ambiente imprenditoriale britannico durante il suo periodo di attività. La sua evoluzione nella Confederazione dell'Industria Britannica ha continuato a influenzare le politiche economiche e industriali del Regno Unito.

## Struttura
La struttura dell'organizzazione era incentrata sulla rappresentanza e sulla promozione degli interessi delle imprese nei confronti del governo, delle istituzioni e delle parti interessate. Sebbene si sappia una descrizione dettagliata precisa sulla struttura interna della BEC, si può mostrare una visione generale di come era organizzata:
1. Membri e Affiliazioni: La BEC contava tra i suoi membri diverse organizzazioni rappresentative dei datori di lavoro e delle imprese. Queste organizzazioni potevano essere associazioni settoriali, sindacati datoriali o altre entità che rappresentavano gli interessi delle imprese in settori specifici dell'economia.
2. Dirigenza e Leadership: La BEC avrebbe avuto un consiglio direttivo o una leadership composta da rappresentanti delle organizzazioni membri. Questa leadership avrebbe avuto il compito di prendere decisioni, formulare politiche e guidare l'organizzazione in base agli interessi e alle esigenze delle imprese britanniche.
3. Comitati e Commissioni: L'organizzazione avrebbe potuto avere comitati o commissioni specializzate che si occupavano di questioni specifiche, come politiche industriali, relazioni industriali, politiche del lavoro, affari governativi e altro ancora. Questi comitati avrebbero lavorato su questioni di particolare rilevanza per l'industria e le imprese.
4. Rappresentanza Esterna: La BEC avrebbe rappresentato le imprese e i datori di lavoro presso il governo, le istituzioni, le organizzazioni internazionali e altre parti interessate. Questa rappresentanza avrebbe incluso la partecipazione a negoziazioni, consultazioni e discussioni su politiche, regolamentazioni e questioni economiche.
5. Iniziative e Attività: L'organizzazione avrebbe potuto organizzare conferenze, eventi, seminari e altre iniziative per promuovere gli interessi delle imprese, facilitare la condivisione di conoscenze e promuovere il networking tra i membri.
6. Rappresentanza Politica: La BEC avrebbe potuto essere coinvolta nell'elaborazione e nella promozione di politiche pubbliche che fossero favorevoli alle imprese e all'industria britannica nel suo complesso.